# Karavan (tidskrift 1934–1935)
Karavan var en litterär tidskrift som utgavs av Albert Bonniers Förlag i fem nummer mellan 1934 och 1935. Redaktör var Artur Lundkvist, och medredaktörer Gunnar Ekelöf och Knut Jaensson. I tidskriften presenterades essäer, skönlitterära texter och översättningar. Tidskriften var inriktad på surrealism, vitalism och andra strömningar inom modernismens litteratur.

## Historia
Tidskriften hade sin bakgrund i de litterära möten för unga författare som paret Jaensson och Tora Dahl anordnade i sitt hem under 1930-talets första hälft. Ekelöf och Lundkvist, som hade ett gemensamt intresse för surrealismen, träffades där och började diskutera möjligheterna för en ny tidskrift i de fem ungas anda. Introduktionsnumret utkom 1934, i en volym på 112 sidor, varav 80 sidor var skrivna av Lundkvist, Ekelöf och makarna Jaensson-Dahl. Övriga medverkande var bland andra Erik Asklund, Jan Fridegård och Josef Kjellgren.
Utöver introduktionsvolymen utkom Karavan med ytterligare fyra nummer. I dessa kom Lundkvist att bl.a. skriva om jazz, film och ny litteratur, Jaensson att medverka som essäist och introduktör, och Ekelöf att medverka med egna dikter, samt översätta Arthur Rimbauds Une saison en enfer och verk av bl.a. Guillaume Apollinaire och Louis-Ferdinand Céline. Bland övriga författare som presenterades och tolkades i tidskriften kan nämnas William Faulkner, D.H. Lawrence och Stephen Spender. Karavan anses ha haft en avgörande betydelse för brytningen med den svenska kulturkonservatismen och den tyska litterära traditionen, representerad av kritikern Fredrik Böök, som dittills dominerat i Sverige.